# Gnathophis habenatus
Gnathophis habenatus és una espècie de peix pertanyent a la família dels còngrids.

## Descripció
- Pot arribar a fer 43 cm de llargària màxima.
- Nombre de vèrtebres: 119-126.
- És de color oliva al dors i platejat al cap.[3]

## Hàbitat
És un peix marí, demersal i de clima temperat que viu fins als 130 m de fondària a la plataforma continental.

## Distribució geogràfica
Es troba a Sud-àfrica, Austràlia (Austràlia Occidental, Austràlia Meridional, Victòria, Nova Gal·les del Sud i Tasmània) i Nova Zelanda.

## Observacions
És inofensiu per als humans.